# Reina Regente (1888)
El Reina Regente fue un crucero protegido de la clase Reina Regente construido para la Armada Española en los astilleros James and George Thompson, de Clydebank (Escocia). Fue un barco pionero en muchos sentidos, pero en conjunto no funcionó bien y terminó naufragando durante un temporal.
Considerado el primer crucero español de moderna factura del que dispuso la España de la Restauración, tenía como armamento principal cuatro piezas individuales González Hontoria de 240 mm, lo que posiblemente provocó su hundimiento al comprometer el peso de estas piezas la estabilidad del buque. El naufragio del Reina Regente  influyó en que sus otros dos buques gemelos (el Alfonso XIII y el Lepanto) apenas estuvieran unos años de servicio.

## Características

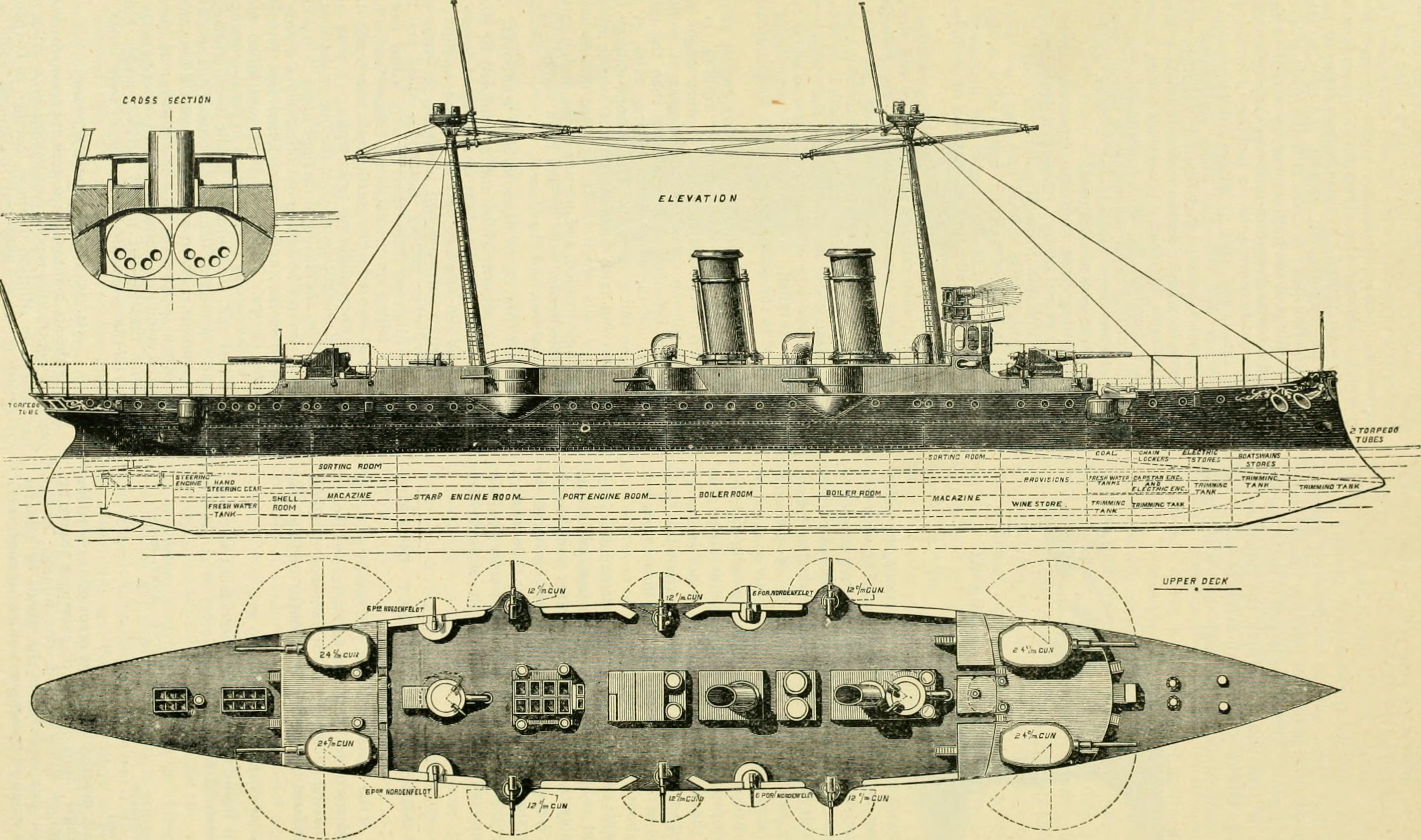
Planos del Reina Regente.

Perfil del Reina Regente con su aspecto en 1890.

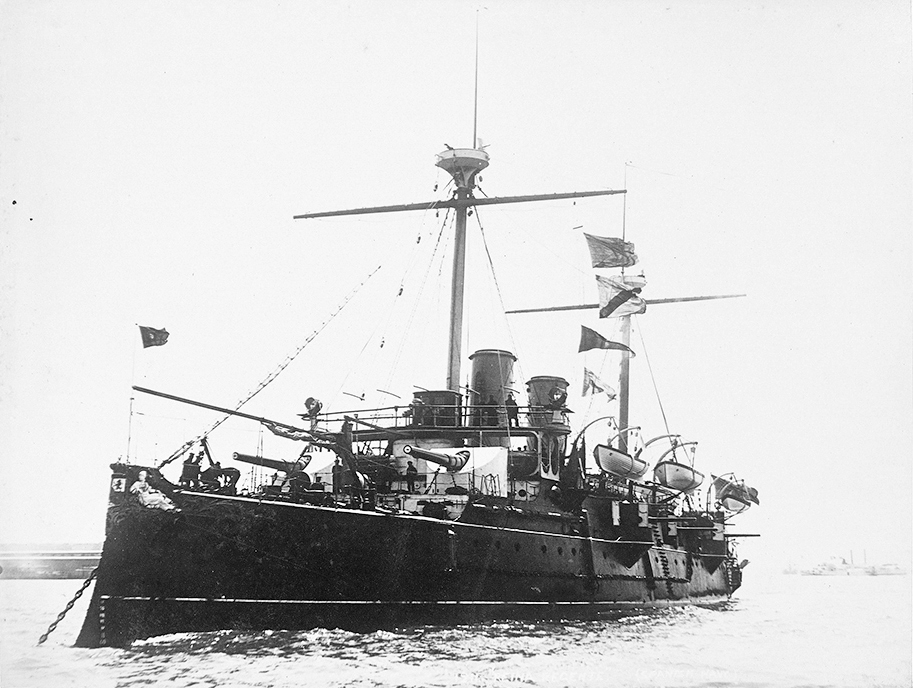
El Reina Regente en 1893.

La historia del Reina Regente comienza en 1885 cuando el Gobierno Español encarga a los afamados astilleros James and George Thompson and Co. (desde 1899 John Brown and Co.) la construcción de un crucero protegido que, siguiendo las nuevas líneas de diseño de los buques de guerra británicos, sirviera como modelo a dos gemelos que habrían de ser construidos en España y que recibirían los nombres de Alfonso XIII y Lepanto. 
El buque fue proyectado por Sir John H. Biles, ingeniero de extraordinario prestigio y profesor de arquitectura naval de la Universidad de Glasgow, actuando como supervisor Sir Nathaniel Barnaby, que no sólo había ocupado el puesto de Director of Naval Construction de la Royal Navy, sino que era entonces uno de los mejores expertos en diseño naval.
El punto de partida del diseño del Reina Regente era un difícil compromiso entre un casco de tonelaje reducido, poderoso armamento, potente maquinaria y gran autonomía, y el diseñador empeñó en el crucero algunos de los conceptos más avanzados del momento, como la máquina de vapor de triple expansión, aunque también se adoptaron decisiones constructivas más desafortunadas y de consecuencias imprevisibles con los conocimientos de la época.
El navío desplazaba unas 4600 toneladas, estaba dotado con cubierta protectora y su aparato motor constaba de dos potentes máquinas alternativas de triple expansión Thompson, que accionaban dos hélices y con una potencia indicada de 11 000 caballos le permitían alcanzar los 20,7 nudos de velocidad con una autonomía de 12 000 millas.

### Armamento
En relación con el desplazamiento, su armamento era muy poderoso. La artillería principal consistía en cuatro cañones González Hontoria modelo 1883 de 240 mm L / 35, montados a las bandas sobre la cubierta alta, dos a proa y dos a popa. Estas armas estaban protegidas con escudos de 76 mm y podían disparar granadas de 199 kilogramos a una distancia máxima de 9960 metros. Además, seis cañones González Hontoria de 120 mm L / 35 modelo 1883, montados individualmente, estaban a bordo como artillería de mediano calibre, con tres de estos cañones disparando a babor y tres estribor. Estas piezas estaban equipadas con escudos blindados de 25 mm de grosor y podían disparar una granada de 24,1 kilogramos a una distancia máxima de 10 130 metros. El armamento ligero consistía en seis cañones Nordenfelt de 57 mm y varias ametralladoras. También había a bordo cinco tubos lanzatorpedos de 356 mm.

## Historial
El nuevo buque fue botado en febrero de 1887, entrando en servicio un año después. Bautizado Reina Regente en honor a María Cristina de Habsburgo, reina regente de España durante la minoría de su hijo Alfonso XIII, el navío era una unidad de elegante línea, con dos airosas chimeneas.
En septiembre de 1892, acudió a Génova como parte de la Escuadra de Instrucción para asistir a los actos del IV Centenario del Descubrimiento de América. En abril de 1893 partió hacia La Habana, donde recogió una réplica de la nao Santa María, para remolcarla hasta Hampton Roads, donde ambos buques participaron en una revista naval internacional.

### Hundimiento

Perfil del Reina Regente con su aspecto en 1895.

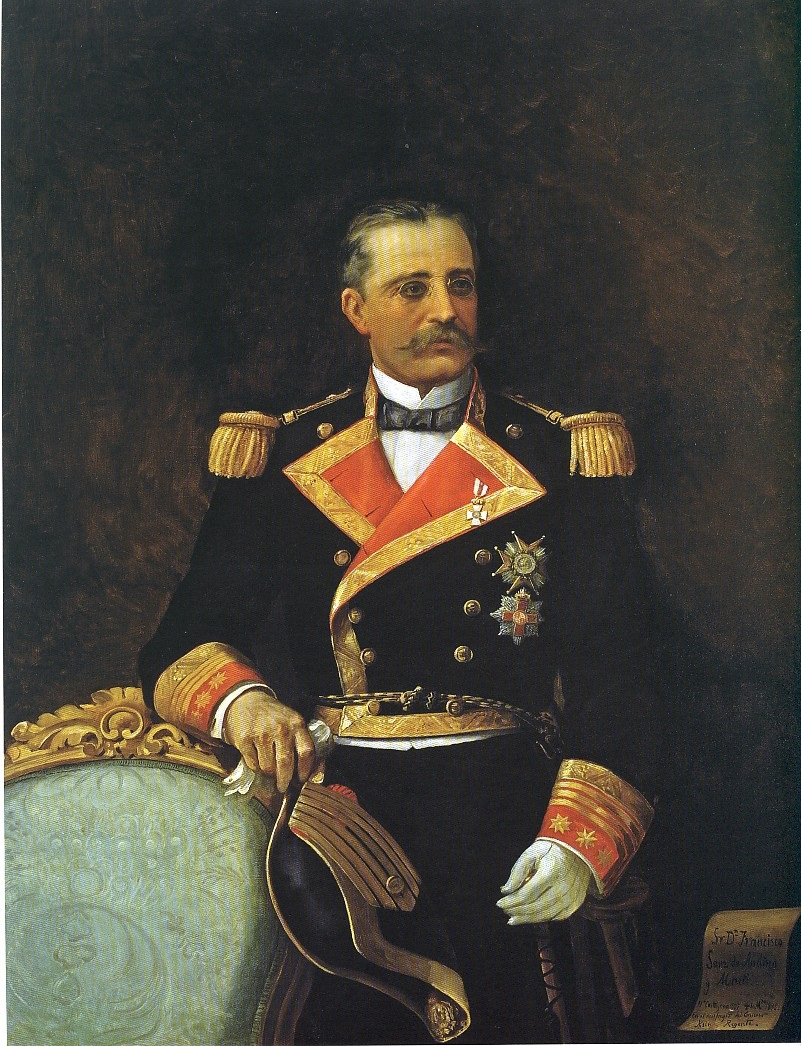
Capitán de Navío Francisco de Paula Sanz de Andino, al mando del barco durante su hundimiento. Pintura de Manuel Ussel de Guimbarda en el Ayuntamiento de Cartagena.

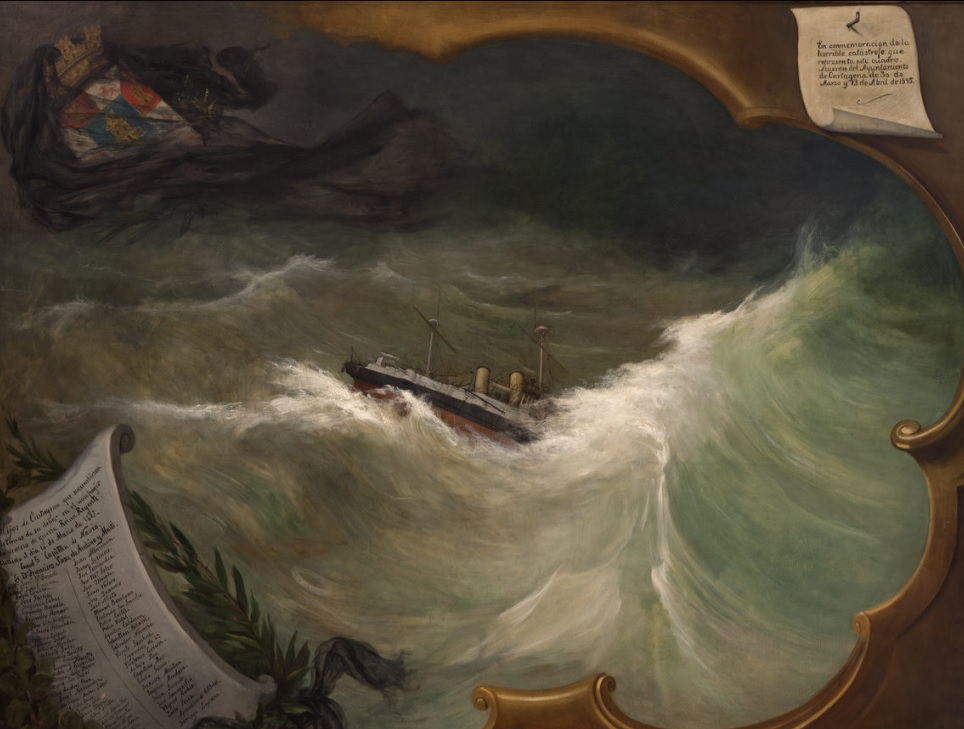
El hundimiento del crucero protegido español Reina Regente durante una tormenta el 10 de marzo de 1895, en una pintura al óleo de Manuel Ussel de Guimbarda. En la obra aparece el navío como figura central, siendo embestido por las olas, con el escudo de Cartagena cubierto por un velo de luto en el margen superior izquierda como muestra del dolor de la ciudad por un naufragio en el que gran número de los 420 fallecidos eran vecinos de la misma.

El 9 de marzo de 1895 zarpó de Cádiz hacia Tánger el Reina Regente, en lo que sería su última misión, devolver la embajada del Sultán a Marruecos, cosa que realizó. El día siguiente amaneció con fuerte viento, cielo muy nublado y mar picado, pero su comandante, el capitán de navío Francisco Sanz de Andino, deseaba regresar de inmediato para poder acudir al día siguiente a la botadura del crucero acorazado Carlos V en Cádiz. 
Ya en aguas del estrecho, se vio parar al Reina Regente y luego dar grandes bandazos en medio del temporal de fuertes vientos del S.O. En los días siguientes se emprendió la búsqueda con la esperanza de encontrarlo resguardado en algún puerto africano, pero la desgracia se confirmó días después, al encontrarse en las playas de Tarifa y Algeciras algunos restos del naufragio. Sus 420 tripulantes desaparecieron con el buque y sólo se salvó un marinero que quedó borracho en tierra en Tánger. Una de las mayores pérdidas de vidas humanas en la Armada, con la excepción del hundimiento del crucero Baleares y donde está en primera fila en número de víctimas el Castillo de Olite con alrededor de 1476 personas fallecidas en el hundimiento.

### El Informe sobre el hundimiento
Sólo días después de la desaparición del Reina Regente el ministro de Marina, José María Beránger, ordenó mediante Real Orden de 29 de marzo  al entonces capitán de fragata Fernando Villaamil y al ingeniero naval José Castellote la redacción de un «Informe acerca de las causas probables de la pérdida del crucero "Reina Regente"».
El informe fue presentado el 5 de febrero del año siguiente en junta extraordinaria de generales de la Armada formada por el citado ministro y varios vicealmirantes, contraalmirantes, capitanes de navío y el Inspector de ingenieros. Todos ellos dieron su conformidad al informe.
El informe valoraba exhaustivamente y con numerosos cálculos diferentes alternativas: colisión con otro buque, choque o varada con alguno de los escollos o bajos de la costa, falta de estabilidad para navegar en condiciones de mala mar y una serie de averías que le hicieran perder sus condiciones marineras. De todas ellas consideraba como más probable que el súbito temporal sorprendiera a la dotación del buque, y que no les diera tiempo a cerrar las escotillas ni las puertas estancas. Al navegar a una elevada velocidad, el buque pudo embarcar una gran cantidad de agua por su proa y el costado de babor; inundándose las cubiertas y los compartimentos de proa. Una vez que la sala de máquinas se inundara o bien tras una avería de las máquinas o el timón, el buque habría quedado sin gobierno y finalmente se hundiera.
El informe de Villaamil y Castellote fue a continuación publicado por el Ministerio de Marina a través del Establecimiento tipográfico "Sucesores de Rivadeneyra", Impresores de la Real Casa. Se trata de un libro de gran formato (36x26), con 91 páginas de texto, 26 ilustraciones fuera de texto a toda página y 1 de formato doble desplegable.
Pocos meses después del hundimiento del Reina Regente, ya en 1896, se planificó la construcción de un nuevo crucero llamado Reina Regente, sin embargo una serie de retrasos por motivos económicos, materiales y administrativos hicieron que su botadura fuera en 1906 y su entrada en servicio en 1910.